# George Paget Thomson
George Paget Thomson, (3.5.1892 – 10.9.1975) là nhà vật lý người Anh đã đoạt Giải Nobel Vật lý năm 1937 chung với Clinton Davisson cho công trình phát hiện các đặc tính sóng của điện tử bằng nhiễu xạ điện tử.

## Thời trẻ
Thomson sinh tại Cambridge, Anh, là con của nhà vật lý học từng đoạt giải Nobel J. J. Thomson và Rose Elisabeth Paget. Thomson học ở Perse School, Cambridge; sau đó vào học toán học và vật lý học ở Trinity College, Cambridge. Khi Thế chiến thứ nhất nổ ra năm 1914, ông gia nhập Queen's Royal West Surrey Regiment. Sau một thời gian ngắn phục vụ ở Pháp, ông trở lại Anh làm nghiên cứu về khí động lực học ở sân bay Farnborough cùng ở nơi khác. Năm 1920, ông giải ngũ khi mang cấp bậc đại úy.

## Sự nghiệp
Sau Thế chiến thứ nhất Thomson trở thành giảng viên và ủy viên quản trị ở Trinity College, Cambridge¸sau đó ông chuyển sang Đại học Aberdeen. Tại đây, ông nghiên cứu và phát hiện các đặc tính giống như sóng của điện tử. Thomson đã chứng minh rằng điện tử có thể được nhiễu xạ như một làn sóng, một phát hiện chứng minh nguyên tắc lưỡng tính sóng-hạt đã được thừa nhận bởi Louis-de Broglie vào thập niên 1920 và thường được gọi là giả thuyết de Broglie.
Năm 1930 ông được bổ nhiệm làm giáo sư ở Imperial College, London. Cuối thập niên 1930 và trong thời Thế chiến thứ hai Thomson chuyên nghiên cứu về Vật lý hạt nhân, tập trung vào các ứng dụng thực hành cho quân sự. Ông làm chủ tịch Ủy ban MAUD năm 1940-1941, ủy ban này đã kết luận rằng việc sản xuất bom nguyên tử là khả thi. Trong cuộc sống sau này, ông tiếp tục công việc nghiên cứu về năng lượng hạt nhân, nhưng cũng viết các tác phẩm về khí động lực học cùng giá trị của khoa học trong xã hội.
Thomson làm việc ở Imperial College tới năm 1952, sau đó ông trở thành hiệu trưởng trường Corpus Christi College, Cambridge.

## Giải thưởng và Vinh dự
- Huy chương Howard N. Potts năm 1932
- Giải Nobel Vật lý năm 1937
- Huy chương Hughes của Hội hoàng gia Luân Đôn năm 1939
- Huy chương Royal của Hội hoàng gia Luân Đôn năm 1949
- Thomson được phong hầu tước năm 1943[3]..
- Năm 1964, trường Corpus Christi College, Cambridge đã đặt tên một tòa nhà ở khu trường Leckhampton là George Thomson Building để vinh danh ông.

## Đời tư
Năm 1924, Thomson kết hôn với Kathleen Buchanan Smith (từ trần năm 1941). Họ có bốn người con: 2 trai và 2 gái.